# 구본승 (정치인)
구본승(具本昇, 1974년 12월 25일~)는 대한민국의 제6·7·8대 서울특별시 강북구의원이다.

## 학력
- 1988.03~1990.02 영훈국제중학교 졸업 (당시 일반사립 영훈중학교)
- 1990.03~1993.02 동성고등학교 졸업
- 1993.03~2000.02 단국대학교 법학과 학사 졸업

## 경력
- 강북구 아동청소년협의회 자문위원
- 강북구·성북구 교육희망네트워크 운영위원
- 강북구 사회적경제지원단 운영위원
- 국가필수예방접종 무상접종실현운동 강북구 본부 본부장
- 2010.07~2014.06 제6대 서울특별시 강북구의회 의원
- 2010.07~2012.06 제6대 서울특별시 강북구의회 전반기 민생처리특별위원회 부위원장
- 2010.07~2012.07 제6대 서울특별시 강북구의회 전반기 복지건설위원회 부위원장
- 2012.07~2014.06 제6대 서울특별시 강북구의회 후반기 운영위원회 부위원장
- 2012.07~2014.06 제6대 서울특별시 강북구의회 후반기 행정보건위원회 위원
- 2012.07~2014.06 제6대 서울특별시 강북구의회 후반기 예산결산특별위원회 위원장
- 2014.07~2018.06 제7대 서울특별시 강북구의회 의원
- 2014.07~2016.07 제7대 서울특별시 강북구의회 전반기 행정보건위원회 위원장
- 2014.10~2015.03 제7대 서울특별시 강북구의회 전반기 학교폭력대책 및 교육지원특별위원회 위원
- 2014.07~2016.07 제7대 서울특별시 강북구의회 전반기 복지건설위원회 위원
- 2015.10~2015.11 제7대 서울특별시 강북구의회 전반기 쓰레기무단투기대책특별위원회 위원
- 2016.07~2018.06 제7대 서울특별시 강북구의회 후반기 운영위원회 위원
- 2016.07~2018.06 제7대 서울특별시 강북구의회 후반기 복지건설위원회 위원
- 2016.07~2018.06 제7대 서울특별시 강북구의회 후반기 예산결산특별위원회 부위원장
- 2016.09~2017.04 제7대 서울특별시 강북구의회 후반기 조례·이행실태조사특별위원회 부위원장
- 2016.11~2018.02 제7대 서울특별시 강북구의회 안전대책특별위원회 위원장
- 제7대 서울특별시 강북구의회 일자리연구회 대표
- 2018.07~2022.06 제8대 서울특별시 강북구의회 의원
- 2018.07~2020.07 제8대 서울특별시 강북구의회 전반기 운영위원회 위원
- 2018.07~2020.07 제8대 서울특별시 강북구의회 전반기 복지건설위원회 위원
- 2018.07~2020.07 제8대 서울특별시 강북구의회 전반기 예산결산특별위원회 위원
- 2020.07~2022.06 제8대 서울특별시 강북구의회 후반기 복지건설위원회 위원

## 역대 선거 결과
|  | 12.4% |

|  | 10.97% |

|  | 12.31% |

|  | 16.28% |

|  | 21.63% |